# San Silvestro (Curtatone)
San Silvestro è una frazione del Comune di Curtatone, in provincia di Mantova. Dista circa 5 km dal centro della città di Mantova.
Già nel 1575 esisteva una parrocchia denominata "San Silvestro extra muros" che si estendeva fin sotto le mura di Mantova, allora capitale del Ducato dei Gonzaga. L'attuale chiesa dedicata a San Silvestro I papa fu costruita tra il 1754 e il 1757, in stile barocco.
Durante la Prima Guerra d'Indipendenza, del 1848, il paese è stato marginalmente coinvolto nella Battaglia di Curtatone e Montanara.
Dal 1966, ospita la "Casa del Sole", centro di solidarietà per bambini disabili.
San Silvestro, dopo essere stato un paese sostanzialmente agricolo, è diventato una zona residenziale che ha assorbito quote di popolazione che, a partire dagli anni sessanta del secolo scorso, vi hanno trovato abitazioni a prezzi competitivi, con caratteristiche non offerte nel comune di Mantova, in particolare villette mono o bifamiliari.

## Monumenti e luoghi d'interesse
- Palazzo del Diavolo, risalente al XVIII secolo. Si tratta di una Villa con giardino, in cattive condizioni.
- Villa dei vetri, costruita nel 1873-76 in stile tardo gotico, caratterizzata dall'utilizzo di materiale da costruzione d'avanguardia per l'epoca, come metalli e vetro. Oggi la Villa, situata in via Vittorina Gementi 52, ospita la "Casa del Sole", istituzione benefica che da oltre cinquant'anni si occupa della riabilitazione di bambini e ragazzi disabili.